# Лоськов Дмитро В'ячеславович
Дмитро В'ячеславович Лоськов (рос. Дмитрий Вячеславович Лоськов, нар. 12 лютого 1974, Курган) — російський футболіст, що грав на позиції півзахисника, зокрема за московський «Локомотив» та національну збірну Росії.
Один з найкращих російських футболістів початку 2000-х років, визнавався Футболістом року в Росії у 2002 та 2003 роках.

## Клубна кар'єра
У дорослому футболі дебютував 1991 року виступами за «Ростсельмаш», в якому провів шість сезонів, взявши участь у 117 матчах чемпіонату. 
1997 року став гравцем московського «Локомотива», де поступово став лідером команди, її найкращим бомбардиром, а згодом і капітаном. Відіграв за московських залізничників наступні одинадцять сезонів своєї ігрової кар'єри. За цей час двічі виборював титул чемпіона Росії та тричі ставав володарем Кубка Росії. В сезонах 2000 і 2003 років ставав найкращим бомбардиром чемпіонату Росії, у ті ж роки визнавався Футболістом року в країні.
2007 року залишив команду через конфлікт із новим тренерським штабом і протягом трьох років захищав кольори «Сатурна» (Раменське). У новій команді не був стабільним гравцем основного складу і залишив її влітку 2010 року після закінчення контракту. Тоді ж повернувся до «Локомотива», де вже не був ключовою фігурою. 2013 року залишив команду і, не знвйшовши варіантів продовження кар'єри, невдовзі оголосив про припинення виступів на футбольному полі.
Пізніше, 2017 року, вже працюючи у тренерському штабі «Локомотива», ще раз виходив на поле у його складі, провівши фактично прощальну гру за команду.

## Виступи за збірні
2000 року дебютував в офіційних матчах у складі національної збірної Росії. У складі збірної був учасником чемпіонату Європи 2004 року в Португалії.
Загалом протягом кар'єри в національній команді, яка тривала 7 років, провів у її формі 25 матчів, забивши 2 голи.

## Кар'єра тренера
2016 року увійшов до тренерського штабу московського «Локомотива». Протягом декількох днів восени 2021 року та протягом місяця навсені 2022 року виконував обов'язки головного тренера команди.
| Дата       | Місто           | Господарі   | Результат | Гості      | Турнір             | Голи | Примітки     |
| ---------- | --------------- | ----------- | --------- | ---------- | ------------------ | ---- | ------------ |
| 31-5-2000  | Москва          | Росія       | 1 – 1     | Словаччина | товариський матч   | -    | 72'          |
| 4-6-2000   | Кишинів         | Молдова     | 0 – 1     | Росія      | товариський матч   | -    | 76'          |
| 16-8-2000  | Москва          | Росія       | 1 – 0     | Ізраїль    | товариський матч   | -    | 66'          |
| 21-8-2002  | Москва          | Росія       | 1 – 1     | Швеція     | товариський матч   | -    | 46'          |
| 7-9-2002   | Москва          | Росія       | 4 – 2     | Ірландія   | Відбір до ЧЄ 2004  | -    |              |
| 16-10-2002 | Волгоград       | Росія       | 4 – 1     | Албанія    | Відбір до ЧЄ 2004  | -    | 46'          |
| 12-2-2003  | Лімасол         | Кіпр        | 0 – 1     | Росія      | товариський матч   | -    | 89'          |
| 13-2-2003  | Лімасол         | Румунія     | 2 – 4     | Росія      | товариський матч   | -    | 60'          |
| 29-3-2003  | Шкодер          | Албанія     | 3 – 1     | Росія      | Відбір до ЧЄ 2004  | -    |              |
| 20-8-2003  | Москва          | Росія       | 1 – 2     | Ізраїль    | товариський матч   | -    | кап. 38' 46' |
| 15-11-2003 | Москва          | Росія       | 0 – 0     | Уельс      | Відбір до ЧЄ 2004  | -    |              |
| 31-3-2004  | Софія           | Болгарія    | 2 – 2     | Росія      | товариський матч   | -    | 46'          |
| 28-4-2004  | Осло            | Норвегія    | 3 – 2     | Росія      | товариський матч   | -    | 46'          |
| 16-6-2004  | Лісабон         | Португалія  | 2 – 0     | Росія      | ЧЄ 2004 - 1-й етап | -    |              |
| 17-11-2004 | Краснодар       | Росія       | 4 – 0     | Естонія    | Відбір до ЧС 2006  | 1    | 81'          |
| 9-2-2005   | Кальярі         | Італія      | 2 – 0     | Росія      | товариський матч   | -    | кап. 46'     |
| 26-3-2005  | Вадуц           | Ліхтенштейн | 1 – 2     | Росія      | Відбір до ЧС 2006  | -    | кап.         |
| 30-3-2005  | Таллінн         | Естонія     | 1 – 1     | Росія      | Відбір до ЧС 2006  | -    |              |
| 4-6-2005   | Санкт-Петербург | Росія       | 2 – 0     | Латвія     | Відбір до ЧС 2006  | 1    | 65'          |
| 8-6-2005   | Менхенгладбах   | Німеччина   | 2 – 2     | Росія      | товариський матч   | -    | кап.         |
| 8-10-2005  | Москва          | Росія       | 5 – 1     | Люксембург | Відбір до ЧС 2006  | -    | кап.         |
| 12-10-2005 | Братислава      | Словаччина  | 0 – 0     | Росія      | Відбір до ЧС 2006  | -    |              |
| 1-3-2006   | Москва          | Росія       | 0 – 1     | Бразилія   | товариський матч   | -    | 65'          |
| 27-5-2006  | Альбасете       | Іспанія     | 0 – 0     | Росія      | товариський матч   | -    | 72'          |
| 16-8-2006  | Москва          | Росія       | 1 – 0     | Латвія     | товариський матч   | -    | 46'          |
| Усього     |                 | Матчів      | 25        |            | Голів              | 2    |              |

## Титули і досягнення
| - Чемпіон Росії (2): «Локомотив» (Москва): 2002, 2004 - Володар Кубка Росії (3): «Локомотив» (Москва): 1999-2000, 2000-2001, 2006-2007 - Володар Суперкубка Росії (2): «Локомотив» (Москва): 2003, 2005 | - Найкращі бомбардири чемпіонату Росії (2): 2000, 2003 - Футболіст року в Росії (2): 2002, 2003 |